# Hattie McDaniel
Hattie McDaniel (Wichita, Kansas, 1895. június 10. – Los Angeles, 1952. október 26.) Oscar-díjas amerikai színésznő, énekesnő. 
Az első színes bőrű színésznő, aki Oscar-díjat nyert.

## Élete és pályafutása
1893-ban született a Kansas állambeli Wichitában,  Tizenhárom testvér közül ő volt a legfiatalabb. Anyja, Susan Holbert (1850–1920) gospelénekes. Apja, Henry McDaniel (1845–1922), harcolt a polgárháborúban. 1900-ban, a család Colorado államba költözött, először Fort Collinsba, majd Denverbe, ahol Hattie a denveri East High School-ban tanult. McDaniels énekes és dalszövegíróként is tevékenykedett. Sokszor írt dalszövegeket bátyja műsoraihoz, ám bátyja halálával ez abbamaradt.
A következő áttörés 1920-ban következett be, mikor vokalistának szegődött Professor George Morrison Melody Hounds csapatába. Az 1920-as évek közepén kezdődött rádiókarrierje, mikor a Melody Hounds-sal énekelt a denver-i rádiónál. 1926 és 1929 között számos dalát rögzítette az Okeh Recordshoz és a Paramount Recordshoz Chicagóban. Miután a tőzsde összeomlott 1929-ben, McDaniel ruhatisztítóként és pincérnőként dolgozott a milwaukee-i Club Madridban. Annak ellenére, hogy a tulajdonos vonakodott engedni, hogy fellépjen, végül színpadra került és hamarosan rendszeres fellépővé vált.
1931-ben McDaniel Los Angelesbe költözött, hogy bátyjához és két nővéréhez csatlakozzon. Mikor nem kapott filmes munkát, szobalányként és szakácsnőként dolgozott. Testvére, Sam, egy rádiós műsort vezetett, ahol felkérte Hattie-t szereplőnek. A műsor ugyan sikeres lett, de kevés fizetése miatt vissza kellett mennie szobalánynak. Első filmje a The Golden West volt 1932-ben, ahol egy szobalányt játszott. Második filmje egy rendkívül sikeres Mae West-film volt, a Nem vagyok angyal (1933) volt, amelyben a egyik fekete szobalányát játszotta. Ezek után még számtalan filmben kapott mellékszerepet. 1934-ben, csatlakozott a Screen Actors Guild-hoz. 1935-ben szerepet kapott aThe Little Colonel című filmben, ahol olyan színészekkel játszhatott együtt, mint Lionel Barrymore és Shirley Temple. 1934-ban nagyobb szerepet kapott a John Ford által rendezett Judge Priest című filmben, ahol megcsillogtathatta énektudását Will Rogers-szel egy duettben. A forgatás során barátok lettek. Később az RKO Pictures, az MGM és a Universal Pictures filmjeiben is egyre több és egyre nagyobb szerepeket kapott. Időközben a fekete közösség tagjai kritizálták az általa elfogadott szerepek miatt. Felbőszítette a közönséget az RKO Pictures Alice Adams című filmjében, mert több jelenetet ellopott a film fehér csillagától, Katharine Hepburn-től. Végül McDaniel pimasz és fontoskodó szobalány szerepeiről vált híressé.
Játszott Frank Borzage A kísértés órája (The Shining Hour) című, 1938-ban bemutatott filmjében. 1939-ben szerepet kapott az Elfújta a szél című filmben olyan neves színészek mellett, mint: Clark Gable, Vivien Leigh, Olivia de Havilland és Leslie Howard. 1940-ben az Akadémia Oscar-díjjal jutalmazta alakítását és ezzel ő lett az első színes bőrű színésznő, aki Oscar-díjat kapott. Ezek után még sok mozifilmben előfordult, mint mellékszereplő.

## Magánélete
Hattie négyszer ment férjhez, amiből egy gyermeke sem született. 1950 augusztusában szívbetegségben szenvedett és enyhén kritikus állapotban került a Temple Hospital-ba, ahonnan októberben hazaengedték. 1952. október 26-án halt meg mellrákban, a kaliforniai Woodland Hills-i kórházban, 57 éves korában.

## Díjai és elismerései
Oscar-díj
- díj: legjobb női mellékszereplő: Elfújta a szél (1940)